# Matra F1 (motortillverkare)
Matra var en fransk tillverkare av formel 1-motorer periodvis under 1960-talet, 1970-talet och 1980-talet. Matra levererade motorer åt formel 1-stallen Matra, Shadow och Ligier. Ligier-Matra vann tre lopp, vilket var tillverkarens bästa resultat.

## F1-meriter
| 1. Sverige 1977 2. Österrike 1981 3. Kanada 1981 |

| 1. Italien 1971 2. Frankrike 1972 3. Italien 1976 4. Spanien 1981 |

| 1. Nederländerna 1968 2. Belgien 1972 3. Frankrike 1972 4. Spanien 1977 5. Österrike 1981 |